# La Brée-les-Bains

La Brée-les-Bains este o comună în departamentul Charente-Maritime, Franța. În 2009 avea o populație de 758 de locuitori.